# Образ
Образ (лат. bucca) је структура која чини бочни зид усне дупље. Разликују се десни и леви образ, а сваки од њих има спољашњу кожну и унутрашњу слузокожну страну. Образ је грађен из пет слојева: кожа, поткожни слој, мишићни слој, подслузокожни слој и слузница.
Кожа је релативно танка, садржи велики број еластичних влакана и добро је снабдевена крвљу. Подслузокожни слој је грађен од везивних влакана и масног ткива, које је нарочито развијено у задњем делу и образује тзв. масно тело образа. Масно тело има облик лопте и посебно је добро развијено код деце до четврте године старости. Мускулатуру образа највећим делом чини образни мишић, мада у његов састав улазе и влакна других мањих мишића. У подслузокожном слоју су смештене мале пљувачне жлезде. Слузница прекрива унутрашњу страну десног и левог образа и представља део оралне слузокоже.
Артерије које снабдевају образе крвљу су гране образне артерије, попречне артерије лица, артерије лица, инфраорбиталне и доње алвеоларне артерије. Вене су притоке вене лица и попречне вене лица.
Живци за инервацију мускулатуре потичу из фацијалног нерва, док сензитивне гране потичу из образног и инфраорбиталног живца.